# Defari
Defari, de son vrai nom Duane Johnson, Jr., né le 24 janvier 1971 à Santa Monica, en Californie, est un rappeur américain. Avec DJ Babu, des Dilated Peoples, ils forment les Likwit Junkies.

## Biographie
Duane Johnson, Jr. est né à Santa Monica, en Californie. Il se lance dans le deejaying en 1982, puis dans le rap cinq ans plus tard comme passe-temps. Entre-temps, et jusqu'en 1998, étant titulaire d'un Bachelor's Degree de l'université de Berkely et d'un Master's Degree de l'université Columbia, New York, il enseigne l'histoire et la géographie à Inglewood en Californie,. 
En 1994, Defari enregistre sa première démo, peu après avoir rencontré le producteur des Alkaholiks, E-Swift ; ensemble ils enregistrent le titre Big Up, qui est inclus sur la compilation Next Chapter : Strictly Underground publiée en 1995. Il sort ensuite un single, Bionic, l'année suivante sur le label ABB Records, avant que Defari ne signe sur le label Tommy Boy Records. Au label, avec l'aide d'E-Swift, et Evidence des Dilated Peoples, il publie son premier album, Focused Daily, le 9 février 1999, qui atteint par la suite la 37e place des Billboard Heatseekers.

## Discographie

### Albums studio
- 1999 : Focused Daily
- 2003 : Odds and Evens
- 2006 : Street Music

### Album collaboratif
- 2006 : The L.J.'s (avec Likwit Junkies)